# Czubarowka (rejon bolszesołdatski)
Czubarowka (ros. Чубаровка) – wieś (ros. деревня, trb. dieriewnia) w zachodniej Rosji, w sielsowiecie wołokonskim rejonu bolszesołdatskiego w obwodzie kurskim.

## Geografia
Miejscowość położona jest 1 km od centrum administracyjnego sielsowietu wołokonskiego (Wołokonsk), 13,5 km od centrum administracyjnego rejonu (Bolszoje Sołdatskoje), 63 km od Kurska.
W granicach miejscowości znajdują się 33 posesje.

## Demografia
W 2010 r. miejscowość zamieszkiwały 72 osoby.